# Schloss Lenhausen

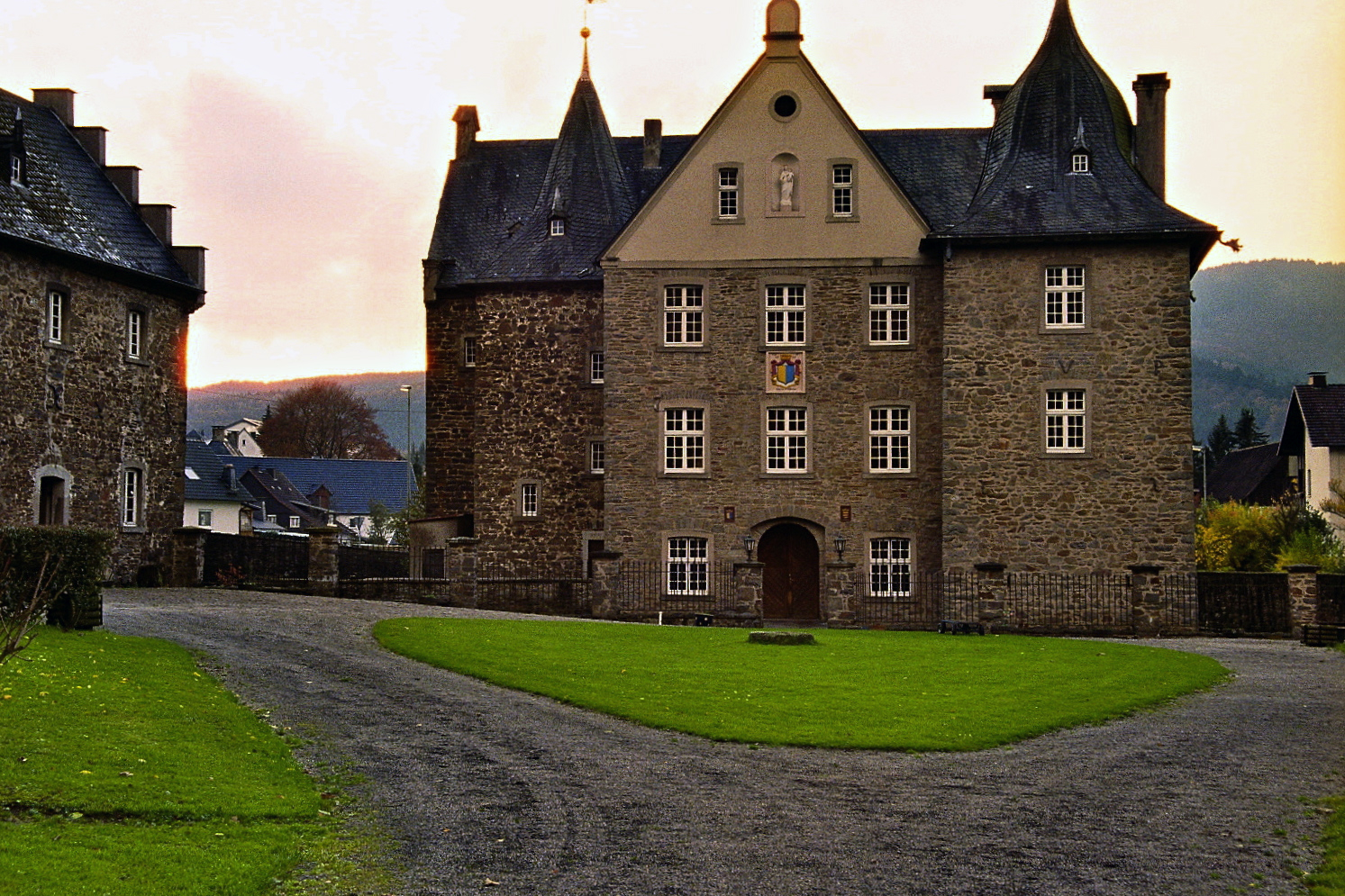
Schloss Lenhausen

Das Schloss Lenhausen ist ein denkmalgeschütztes Wasserschloss in der Westfalenstraße 9 im Ortsteil Lenhausen von Finnentrop im Kreis Olpe (Nordrhein-Westfalen).

## Geschichte und Architektur

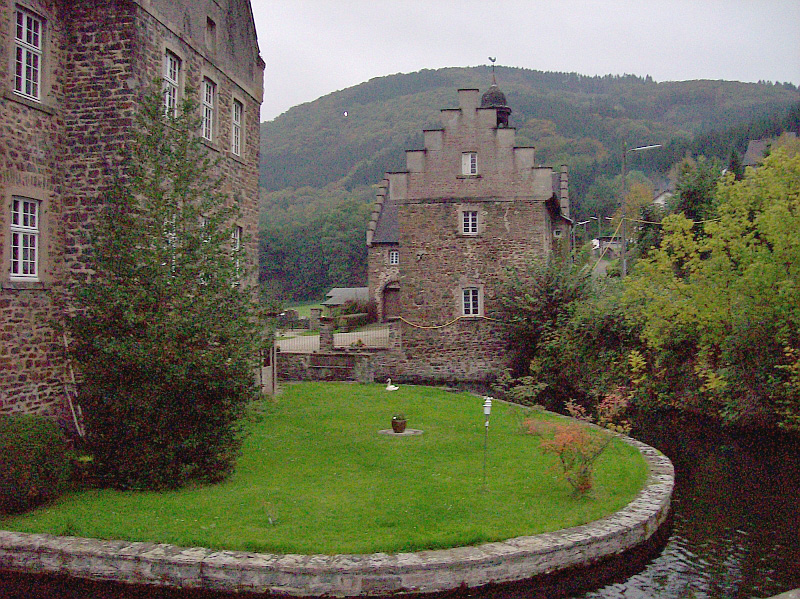
Gartenansicht

Lenhausen wurde 1285 erstmals als Sitz einer Adelsfamilie genannt und ist seit 1457 durchgängig bis heute Stammsitz der Familie von Plettenberg-Lenhausen. Die Baugeschichte ist weitgehend ungeklärt, der mittelalterliche Kernbau wurde in der zweiten Hälfte des 17. Jahrhunderts ausgebaut und erweitert.
Der von einer Gräfte umgebene, dreigeschossige, mit drei Türmen eingefasste Bruchsteinbau mit einer Vorburg steht über einem unregelmäßigen Grundriss. Auf Wappensteinen und Mauerankern findet sich die Bezeichnung 1664. In den Jahren 1672 bis 1673 und 1874 wurden nach längerem Leerstand umfangreiche Renovierungsarbeiten durchgeführt. Der Treppenhausflügel wurde 1927 angebaut. Von 1974 bis 1981 wurde eine Grundsanierung vorgenommen. Das zweiflügelige Wirtschaftsgebäude auf der Vorburg ist mit 1677 und 1880 bezeichnet. Die Rentei mit Schießscharten und erneuerten Treppengiebeln aus Ziegeln, ist mit einem Krüppelwalmdach gedeckt. Das Gebäude stammt im Kern wohl aus dem 17. oder 18. Jahrhundert. Bemerkenswert ist der mit 1678 bezeichnete Altar mit Schnitzretabel in der Schlosskapelle.